# Jacob Cornelis Overvoorde
Jacob Cornelis Overvoorde (Rotterdam, 19 december 1865 - Wassenaar, 9 maart 1930) was een Nederlands jurist, historicus en archivaris.
Overvoorde studeerde rechten en staatswetenschappen in Leiden en promoveerde in 1891 in beide richtingen op een proefschrift getiteld De ontwikkeling van den rechtstoestand der vrouw, volgens het oud-Germaansche en oud-Nederlandsche recht. Hij werkte toen al sinds 1890 als rechtskundig ambtenaar bij het Utrechts Archief. Van 1892 tot 1901 was hij archivaris van Dordrecht, waarna hij van 1901 tot zijn overlijden dezelfde functie bekleedde in Leiden. Mede door zijn toedoen werd in beide steden kort na zijn aanstelling een plaatselijke historische vereniging opgericht. In 1892 was dit in Dordrecht de Vereniging Oud-Dordrecht en in 1902 in Leiden de Historische vereniging Oud-Leiden (HVOL).
Hij was een linkse liberaal en lid van de Radicale Bond. Na zijn promotie raakte Overvoorde nauw betrokken bij de emancipatie van de vrouw. Hij trok in publicaties fel van leer over de maatschappelijke en wettelijke achterstelling van de vrouw, vond dat haar kiesrecht toekwam en dat haar de toegang tot het hogere onderwijs niet mocht worden belemmerd, wat vaak praktijk was. Eveneens was hij van mening dat zij op de hogere overheidsfuncties benoemd moest kunnen worden - toen nog bij de wet verboden - en dat zij voor hetzelfde werk hetzelfde loon moest ontvangen. Overvoorde werd op uitnodiging van de feministische initiatiefneemster Wilhelmina Drucker in 1893 betrokken bij de oprichting van de Vereniging voor Vrouwenkiesrecht (VVK): hij schreef voor de VVK de statuten en later het Huishoudelijk Reglement. Bovendien adviseerde hij vanachter de schermen de eerste VVK-voorzitter Annette Versluys-Poelman (van 1894-1903). De laatste werd in 1903 opgevolgd door Aletta Jacobs. Vanaf 1894 tot 1903 was Overvoorde de eerste secretaris van een bewust gemengd - mannen en vrouwen samen! - feministisch comité dat, jaar in jaar uit, met verzoeken aan Regering en Parlement nieuwe vormen van achterstelling van vrouwen in bestaande wetgeving en wetsontwerpen probeerde te corrigeren, menigmaal met succes. 

Vanuit de Radicale Bond streed hij voor de verbetering van de positie van de arbeidersklasse: kortere werkdagen, betere beloning en medezeggenschap.
Overvoorde was in Leiden ook conservator en directeur van Stedelijk Museum De Lakenhal en secretaris, later voorzitter, van de Koninklijke Nederlandse Oudheidkundige Bond. In deze door hem opgerichte bond (1899) heeft hij met anderen enorm veel werk verzet om monumenten wettelijk te beschermen en verantwoord te laten restaureren. Ook was hij redactielid van het Oudheidkundig Jaarboek (later Nederlands Kunsthistorisch Jaarboek). Niet minder dan de rechten van vrouwen was de bescherming van monumenten een blinde vlek in die tijd en net als bij de strijd voor de vrouwenrechten ontmoette de plannen voor wettelijke bescherming van monumenten veel weerstand. In 1910 vertrok hij voor een wereldreis van een jaar en bracht het Hollandse erfgoed overzee in kaart. Naast archiefinventarissen en overzichten van de collectie van het Leidse Stedelijk Museum publiceerde hij enkele bronnenuitgaven en verschillende historische artikelen. Ook zette Overvoorde zich plaatselijk in voor het behoud van oude gebouwen. Als conservator bouwde Overvoorde de verzameling oud Leidse meesters in De Lakenhal op.
Met zijn echtgenote woonde hij in het voor hen gebouwde landhuis De Pauwhof te Wassenaar. Hun huwelijk bleef kinderloos. Overvoorde overleed een week nadat hij op 1 maart 1930 zijn 40 jaar in gemeentelijke dienst had volgemaakt. Met zijn vrouw had Overvoorde al eerder plannen gevormd om het landhuis later ter beschikking te stellen als retraitehuis voor kunstenaars en wetenschappers. Tien jaar na zijn dood werd, onder auspiciën van de Overvoorde-Gordon Stichting, het landhuis hiervoor geopend. 
De bibliotheek van Overvoorde werd na zijn dood geschonken aan de Universiteitsbibliotheek Leiden. Deze collectie Overvoorde bevat een groot aantal 17e-, 18e en 19e-eeuwse boeken op het gebied van de archivistiek en de rechtsgeschiedenis. Tot de collectie behoren ook de collegedictaten uit Overvoorde's studententijd.

## Eerbetoon

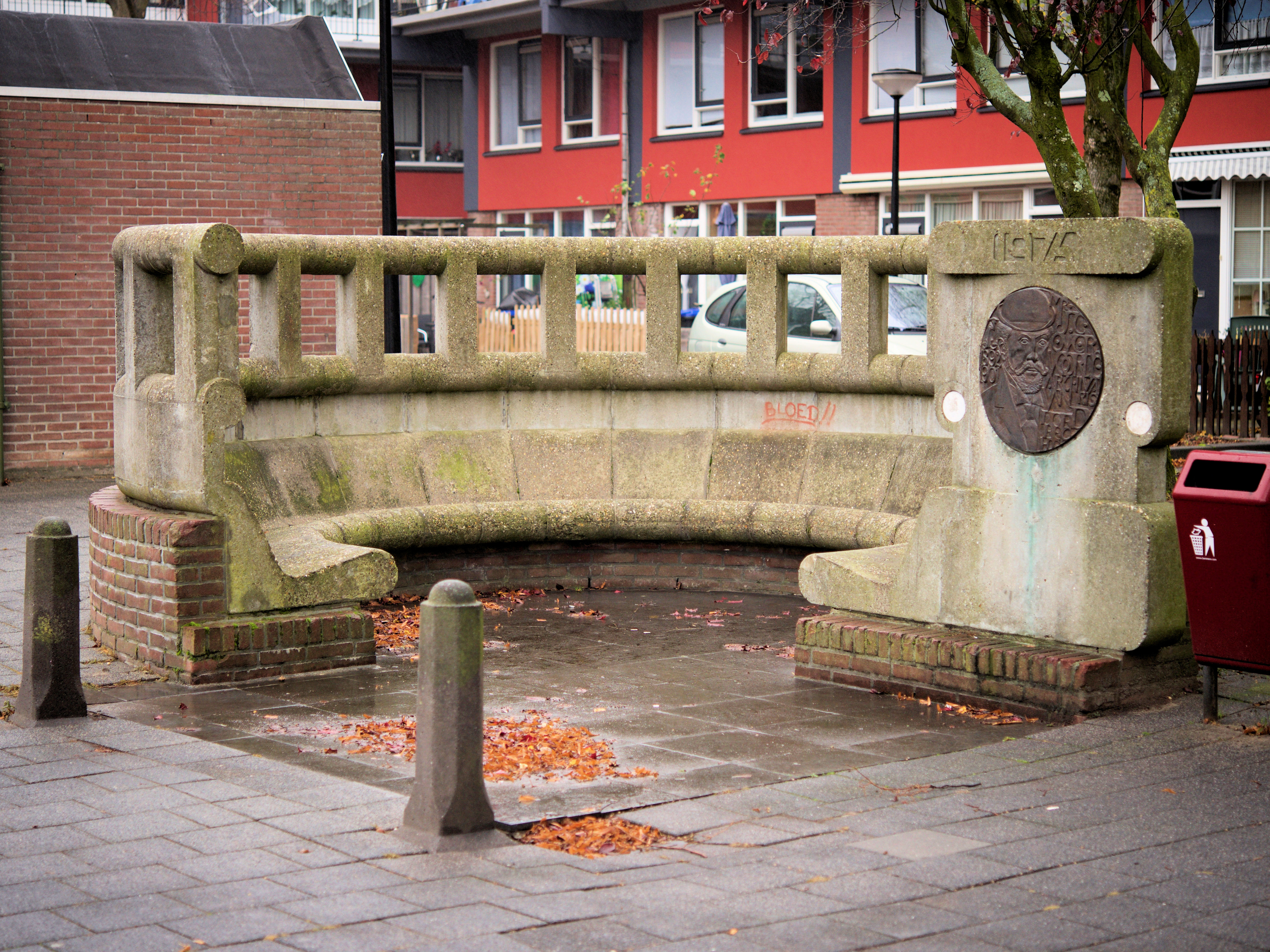
Overvoordebank

Overvoorde was Officier in de Orde van Oranje-Nassau en Ridder in de Orde van de Nederlandse Leeuw. In Dordrecht is in 1975 een aan hem gewijde gedenkbank geplaatst. De Overvoordebank werd ontworpen door Carel Weeber en bevat een medaillonportret van Overvoorde, gemaakt door Christien Nijland. In Leiden bevindt zich een gevelsteen aan het Regionaal Archief Leiden, die in 2002 werd aangeboden door de HVOL bij haar 100-jarig bestaan.
De stichting mr. dr. J.C. Overvoorde, in het Belang der Monumentenzorg heeft tot doel het bevorderen van de kennis van en belangstelling voor monumenten van geschiedenis en kunst.
In 2018 verscheen de biografie '"Als het maar tot iets leidt ..." Mr.Dr. J.C. Overvoorde (1865-1930) Strijder voor erfgoed en feminist, van Paul P.J. Overvoorde, uitgeverij IJZER Utrecht.

## Publicaties
- 1891: De Ontwikkeling van den Rechtstoestand der Vrouw, volgens het Oud-Germaansche en Oud-Nederlandsche Recht ( diss. Leiden)
- 1894: Rekeningen van de gilden van Dordrecht (1438-1600), Werken van het Historisch Genootschap, 3e serie, nr. 6, 's-Gravengage, 1894
- 1896: De Gilden van Utrecht tot 1528: verzameling van Rechtsbronnen, (i.s.m. J.G.C. Joosten), 's-Gravenhage 1896-1897
- 1898: 'De Onze Lieve Vrouwe- of Groote Kerk te Dordrecht.' In: Oud Holland, 16, 1898 pp 212-224
- 1900-01: 'Bescherming van Monumenten' I en II, In: Bulletin Oudheidkundigen Bond, 1900-1901 pp 60-68, pp 106-120
- 1902: Geschiedenis van het postwezen in Nederland vóór 1795, met de voornaamste verbindingen met het buitenland. Leiden : A.W. Sijthoff. 524 pgs. + bijlagen.
- 1906: Rekeningen uit de bouwperiode van de St Pieterskerk te Leiden. (bijdragen geschiedenis Bisdom Haarlem nr 30)
- 1916: 'Een episode uit de geschiedenis van het postwezen in Gelderland 1733-1735.' In: Oud Holland, 34, 1916 pp 69-87
- 1919: 'De restauratie van de Leidsche kerkorgels na de beroerten.' In: Oud Holland, 37, 1919 pp 107-110
- 1928: J.C. Overvoorde en P. de Roo de la Faille (eds.), De gebouwen van de Oost-Indische Compagnie en van de West-Indische Compagnie, Utrecht